# La Mulatière
La Mulatière är en kommun i departementet Rhône i regionen Auvergne-Rhône-Alpes i östra Frankrike. Kommunen ligger i kantonen Sainte-Foy-lès-Lyon som tillhör arrondissementet Lyon. År 2022 hade La Mulatière 6 554 invånare.

## Befolkningsutveckling
Antalet invånare i kommunen La Mulatière
| Referens: INSEE |